# Castaña (Alto Ventuari)
Pour les articles homonymes, voir Castana.
Castaña est une localité de la paroisse civile d'Alto Ventuari dans la municipalité de Manapiare dans l'État d'Amazonas au Venezuela sur les rives du río Uesete.